# Postplatyptilia fuscicornis
Postplatyptilia fuscicornis là một loài bướm đêm thuộc họ Pterophoridae. Nó được tìm thấy ở Brasil, Chile, Colombia, Ecuador và Uruguay.
Sải cánh dài 15–17 mm. Con trưởng thành bay vào tháng 2.